# NGC 1560
NGC 1560 (también conocida como IC 2062) es una galaxia espiral en la constelación de Camelopardalis. Posee una declinación de +71° 52' 46" y una ascensión recta de 4 horas, 32 minutos y 47,5 segundos.